# 塩谷
塩谷（しおや、古文書では「鹽谷」）とは、北海道小樽市の地名。1丁目から5丁目まである。

## 地理

### 河川
- 塩谷川
  - 伍助沢川
- 浜中川
  - 稲穂沢川

## 歴史
1870年（明治3年）塩谷村が成立。1880年（明治13年）には戸長役場が置かれる。1906年（明治39年）に周辺の蘭島村、忍路村、桃内村と合併し、新たに二級町村制施行、塩谷村となる。1958年（昭和33年）塩谷村が小樽市に合併し、その一部となる。

## 交通

### 鉄道
北海道旅客鉄道（JR北海道）
- 函館本線塩谷駅

### 路線バス
- 北海道中央バス（おたもい営業所、余市営業所）
- ニセコバス

### 道路
高速自動車国道
- 北海道横断自動車道小樽塩谷IC

国道
- 国道5号

北海道道
- 北海道道956号小樽環状線
- 北海道道1173号小樽西インター線

農道
- 北後志東部広域農道（フルーツ街道）

## 施設

### 官公庁
- 小樽市役所塩谷サービスセンター
- 小樽警察署塩谷駐在所
- 小樽市消防本部塩谷出張所
- 小樽市産業廃棄物最終処分場

### 郵便局
- 塩谷郵便局

### 教育機関
小学校
- 小樽市立塩谷小学校

### 名所・観光スポット
- 塩谷漁港
- 塩谷海水浴場
- 伊藤整文学碑
- 丸山（630m）
- 青の洞窟探検クルーズ